# Livonská křížová výprava
Livonská křížová výprava byla série vojenských operací, jejichž cílem bylo dobytí Livonska, christianizace tamního obyvatelstva a kolonizace území Němci a Dány během severních křížových výprav, neboť země na východním pobřeží Baltského moře byly posledními částmi Evropy, jež bylo z pohledu církve ještě nutno christianizovat.
Tato kruciáta skončila úspěchem, když byl dne 2. února 1207 vytvořen na dobytém území církevní stát, který byl postaven pod patronát Panny Marie a nazván Terra Mariana a uznán jako knížectví Svaté říše římské, v té době již Řád mečových bratří dobyl většinu území dnešního Lotyšska. Roku 1215 byl pak stát prohlášen papežem Innocencem III. protektorátem Svaté stolice.
Po úspěchu křížové výpravy bylo německé i dánské okupované území rozděleno do šesti feudálních knížectví pod správou Guglielma di Modena.

## Historie

### Válka proti Livoncům a Latgalcům (1198–1209)

Baltské kmeny kolem roku 1200

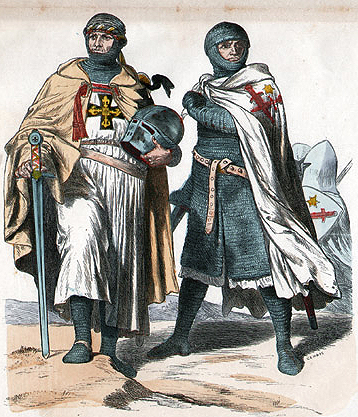
Hlavní aktéři severních křížových výprav, vlevo velmistr Řádu německých rytířů, vpravo rytíř Řádu mečových bratří

Křesťanství přišlo do Lotyšska se Švédy již v 9. století a s Dány v 11. století. Když v 2. polovině 12. století začali němečtí obchodníci cestovat po starověké cestě podél Daugavy a Dněpru do Byzance, mnoho Lotyšů již bylo pokřtěno. Roku 1184 přijel do Livonska Meinhard von Segeberg s posláním christianizace livonských pohanů a roku 1186 byl vysvěcen na biskupa.
Původně Livonci vzdávali hold východnímu slovanskému knížectví Polock a byli pod častými útoky svých jižních sousedů Zemgalců. Kolem roku 1189 byl pokřtěn první významný Livonec – livonský vládce Kaupo z Turaida.
Roku 1193 volal papež Celestýn III. po křížové výpravě proti pohanům v Severní Evropě. Když konverze vedená mírovými prostředky nepřinesla výsledky, rozhodl se netrpělivý Meinhard, aby přechod livonských pohanů na křesťanství byl veden násilným způsobem, ale svůj plán nestihl realizovat. Zemřel roku 1196, aniž splnil své poslání. Na jeho místo byl jmenován biskup Berthold von Hannover, který dorazil s velkým kontingentem křižáků roku 1198. Krátce po svém příchodu jel Berthold v čele svého vojska do bitvy. Byl obklíčen, zabit a jeho vojska poražena.
Papež Innocenc III. vydal bulu, ve které vyhlásil křížovou výpravu proti Livoncům, aby byla pomstěna Bertholdova porážka. Albert von Buxthoeven byl vysvěcen na biskupa roku 1199, roku 1200 dorazil s velkou armádou a následujícího roku se sídlem biskupství stala Riga. Biskup Albert založil roku 1202 Řád mečových bratří, kteří měli pomáhat během obrácení pohanů na křesťanství, a co je důležitější, chránit německé obchodníky a zajistit německou kontrolu nad obchodem.
Když se Němci chopili moci, Livonci a jejich pokřtění vůdci povstali proti křižákům. Kaupovo vojsko bylo poraženo v bitvě u Turaidy roku 1206 a Livonci vyhlásili svoji konverzi. Kaupo se následně stal spojencem křižáků až do své smrti v bitvě na Den sv. Matyáše 21. září 1217 u Viljandi.
Do roku 1208 byla důležitá obchodní centra Holme (nyní Salaspils), Kokenhusen (nyní Koknese) a Sēlpils (Selburg) dobyta jako výsledek kampaně, kterou vedl Albert. V témže roce vytvořili latgalští vládci území Tālava, Satekle a Autine vojenskou alianci s řádem. Řád začal stavět hrad Wenden (nyní Cēsis). Albert nařídil postavit kamenný hrad v Koknese, kde se řeka Pērse vlévá do Daugavy, aby nahradil dřevěný hrad Latgalců. Roku 1209 Albert, velitel řádového vojska, dobyl hlavní město Latgalského knížectví Jersika a manželku vládce Visvaldise vzal do zajetí. Visvaldis byl nucen odevzdat své království Albertu jako součást arcibiskupství v Rize a zpět dostal jen část tohoto území jako léno. Tālava byla oslabena ve válkách s Estonci a Rusy. Roku 1214 se stala vazalem arcibiskupství v Rize a roku 1224 byla nakonec rozdělena mezi arcibiskupství a řád.